# 科姆亚蒂
科姆亚蒂，是匈牙利包尔绍德-奥包乌伊-曾普伦州所辖的一个村。总面积11.08平方公里，总人口284，人口密度25.6人/平方公里（2011年1月1日）。